# Schloss Altneuhaus

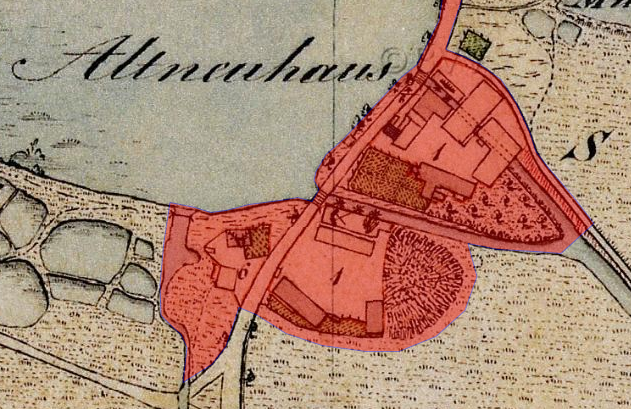
Altneuhaus auf dem Urkataster von Bayern

Das Schloss Altneuhaus ist ein abgegangenes Hammerschloss in dem gleichnamigen Dorf Altneuhaus der oberpfälzischen Gemeinde Grünwald im Landkreis Amberg-Sulzbach von Bayern, die am 8. Mai 1937 in den Truppenübungsplatz Grafenwöhr eingegliedert und aufgelassen wurde. Altneuhaus wird am 17. Juni 1818 zusammen mit Altenweiher, Bernhof, Heringnohe, Kellerbühl, Kittenberg, Klausen, Sorghof, Schmierhütte und Schneidsäge als Ortsteil von Grünwald genannt. Im BayernAtlas des Bayerischen Landesamtes für Denkmalpflege werden unter der Aktennummer D-3-6336-0040 „untertägige mittelalterliche und frühneuzeitliche Befunde in der Wüstung Altneuhaus, darunter die Spuren eines Eisenhammers mit zugehörigem Schloss“ erwähnt.

## Geschichte
Altneuhaus lag unmittelbar am sog. Hammerweiher, an dem auch der Burgstall Grünwald lag. Im Westen und Norden schlossen eine Reihe von Weihern an, die der Fischzucht dienten. Der Hammer Altneuhaus wird 1326 im Bayerischen Salbuch als Hammer zu Newmhaus, Amt Amberg genannt. Von 1387 bis etwa 1600 war hier die Familie Hegner ansässig. 1387 wird dem Hans Hegnein der Hammer zu dem Newenhaws zugeschrieben; 1444 heißt der Hammer zu dem Newenhause und ab 1665 Hammergut Neuhauss. Der Name Alt-Neuhaus taucht erst 1773 auf, vermutlich um es von dem Neuhaus an der Pegnitz oder von der Burg Neuhaus bei Windischeschenbach abzugrenzen. Um 1600 kam der Hammer zu der Familie Heber, danach an die Familie Kleßhammer. 1673 verstarb der Besitzer Kleßhammer und seine Witwe heiratete einen Schreyer von Blumenthal, der auch den Hammer Grünberg besaß. 
Wegen hoher Verschuldung der Blumenthals gelangte der Hammer an Hektor von Fischbach. Dieser veräußerte den Hammer 1722 auf Grund schlechter Geschäfte an den Bauern Georg Graf aus Oberweißenbach, den Vorfahren des von Grafensteinschen Geschlechts auf Gänlas, heute ein ebenfalls abgegangener Ort im Truppenübungsplatz Grafenwöhr. Georg Graf übergab seinem älteren Sohn, Johann Georg, das Gut und den Hammer Altneuhaus, der jüngere Sohn Georg Graf erhielt Heringnohe. Bereits 1757 konnte Johann Georg Graf den Hammer Gänlas von Maximilian von Blumenthal hinzukaufen, der wegen Überschuldung auf die Gant gekommen war. Am 2. Dezember 1757 wurde Johann Georg Graf durch den Kurfürsten Maximilian III. Joseph in den Adelsstand erhoben, „weil er als einfacher Bauer mit viel Fleiß und Klugheit zwei Landsassengüter erwerben konnte.“ Johann Georg nannte sich von da ab „von Grafenstein“. Sein Nachkomme Max Anton richtete 1840 in sechs gutseigenen Teichen eine Blutegelzucht ein; Blutegel spielten bei medizinischen Anwendungen eine bedeutsame Rolle. 
1873 erwarb der Bayreuther Bankier Friedrich Feustel (1824–1891) das Gut Altneuhaus. Sein Sohn Franz Feustel (1851–1908) übernahm 1880 das Gut und „ließ zunächst den Hammer eingehen, verschaffte Altneuhaus aber dann durch große Anstrengungen in Landwirtschaft und Fischerei wieder eine gesunde Basis. In den 1890er Jahren verpachtete er das Sägewerk an den Handelsmann Probst von Haag.“ Nachfolger von Franz Feustel als Gutsbesitzer in Altneuhaus wurde 1908 Sohn Adolf. Franz Feustel erwarb 1887 auch das Gut Langenbruck, das er dann 1891 an seinen Bruder Christian verkaufte. Dieser erwarb 1904 das Hammerwerk Hellziechen dazu und veräußerte beide Anwesen 1913 an Fritz Persch. 1936 wurde das Heeresbauamt Bayreuth gegründet und mit der Errichtung eines Truppenlagers im Raum Altneuhaus beauftragt. Der letzte Eigentümer von Altneuhaus Christian Streng, der das Anwesen 1936 von der Volksbank Vilseck erworben hatte, wurde 1937 abgelöst. Das Truppenlager Altneuhaus erhielt den Namen Südlager. 
Nach Ende des Zweiten Weltkrieges richteten die US-Amerikaner im Südlager Vilseck ein Ausbildungszentrum für Panzereinheiten ein. Zum Gedenken an den am 30. März 1945 bei Paderborn gefallenen Kommandeur der 3. amerikanischen Panzerdivision, Generalmajor Maurice Rose, erhielt das Südlager die Zusatzbezeichnung Rose Barracks. 

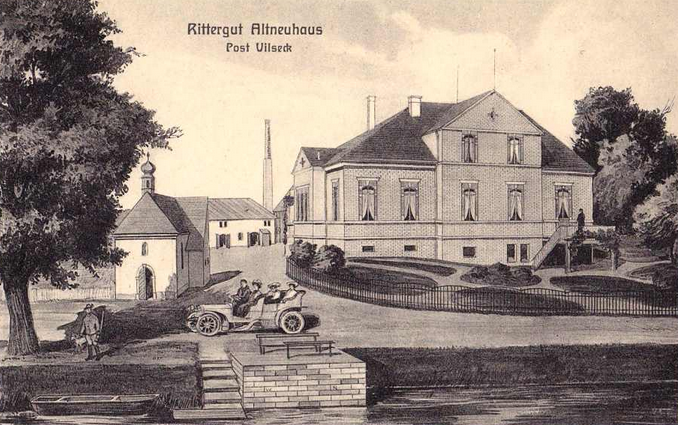
Rittergut Altneuhaus (1900)

## Baulichkeit
Das Herrenhaus des Hammergutes war ein zweigeschossiges Anwesen mit Zwerchgiebeln auf zwei Seiten. Es war mit einem Walmdach gedeckt. Das Schloss beherbergte bis 1951 das Militärforstamt (ehemaliges Heeresforstamt) des Truppenübungsplatzes Grafenwöhr. 
Zum Gut Altneuhaus gehörte auch eine Kapelle links an der Einfahrt. Sie hatte einen kleinen barocken Zwiebelturm und war der hl. Maria Magdalena geweiht. Die Turmhaube wurde später auf einen ehemaligen Stall der bespannten Artillerie aufgesetzt, der zur „Südlagerkapelle“ umfunktioniert worden war.
Im Westen und Norden von dem Hammergut Altneuhaus schloss eine Reihe von Weihern an, die der Fischzucht, später auch der Zucht von Blutegeln dienten. Zum Gut Altneuhaus gehörte ab 1716 auch der Fischhof, so genannt nach der auf ihm intensiv betriebenen Fischzucht. Dieser ursprünglich selbstständige Hof wurde 1565 erstmals urkundlich erwähnt als „Vischhof“, gehörig einem Untertan des Amtes Vilseck. 1602 wird er beschrieben als „Vischhoff an den Hamer zu Neuen Hauß gelegen“. 1812 erscheint er nochmal unter Altneuhaus als „der sogenannte Fischhof, bestehend in Feldern und Wiesen“.